# タテガミナマケモノ
タテガミナマケモノ（Bradypus torquatus) は、哺乳綱有毛目ミユビナマケモノ科ミユビナマケモノ属に分類されるナマケモノ。

## 分布
ブラジル（エスピリトサント州、セルジッペ州、バイーア州、リオデジャネイロ州）

## 形態
頭胴長（体長）40 - 50センチメートル。尾長3 - 7センチメートル。体重3.6 - 4.2キログラム。全身の毛衣は灰褐色で、頭部はやや暗色。高温多湿な環境であまり動かないため、藻類が着生し緑色に見えることもある。頸部から肩にかけての体毛が伸長し、黒い鬣状になる。種小名torquatusはラテン語で、「襟のある・首輪のある」の意。

## 分類
2003年に発表されたミトコンドリアDNAの16S rRNAの分子系統解析では、ノドチャミユビナマケモノB. variegatusとは7,700,000年前に分岐したという解析結果が得られている。
2023年に、エスピリトサント州とリオデジャネイロ州の個体群をBradypus crinitus（英名Southern maned sloth）として分割する説が提唱されている。

## 生態
沿岸部の原生林や二次林などに生息する。樹上棲。夜行性で、昼間は樹上にある蔓性植物の影などで休む。群れは形成せず、単独で生活する。
木の葉を食べる。
繁殖様式は胎生。妊娠期間は120 - 180日。1回に1頭の幼獣を産む。寿命は約12年と推定されている。

## 人間との関係
木材や木炭採取のための森林伐採・農地開発による生息地の破壊、野火や森林火災、食用や薬用、ペット用の狩猟などにより生息数は減少している。